# Il primo uomo nello spazio
Il primo uomo nello spazio (First Man Into Space) è un film del 1959 diretto da Robert Day.

## Trama
Da una base del Nuovo Messico viene effettuato il lancio sperimentale di una nave spaziale guidata dal tenente Dan Prescott. In condizioni di assenza della forza di gravità, il tenente perde i sensi ma rinviene in tempo per poter eseguire le istruzioni che gli vengono impartite dalla base e tornare indietro riprendendo il controllo della navicella. 
In un secondo esperimento, la navicella rimane danneggiata in una tempesta di polvere di meteoriti, pertanto anche questa volta Dan deve mettere in funzione l'espulsore e far tornare sulla Terra la parte anteriore del mezzo spaziale. La squadra addetta al recupero dei resti però non trova traccia del pilota, che viene quindi ritenuto morto. Successivamente, nella zona vengono rinvenuti cadaveri di uomini e di animali orrendamente uccisi con le gole squarciate e quando si rinviene della polvere di meteoriti nelle ferite, si fa strada l'ipotesi che l'autore di questi delitti sia Dan.
In effetti la polvere di meteoriti produce effetti prodigiosi, tanto è vero che Dan si è trasformato in un mostro poderoso e sanguinario. Il dottor Von Essen, che ha seguito gli esperimenti, fa catturare il mostro e lo fa introdurre in una camera di decompressione, riproducendo le condizioni ambientali della jonosfera; in questo modo Dan può comunicare con gli scienziati e fornire loro una quantità di informazioni. Dan è destinato a morire, ma il suo sacrificio non sarà vano: i dati raccolti serviranno ad assicurare la sopravvivenza dei successivi piloti spaziali.